# 費興海姆魏爾湖

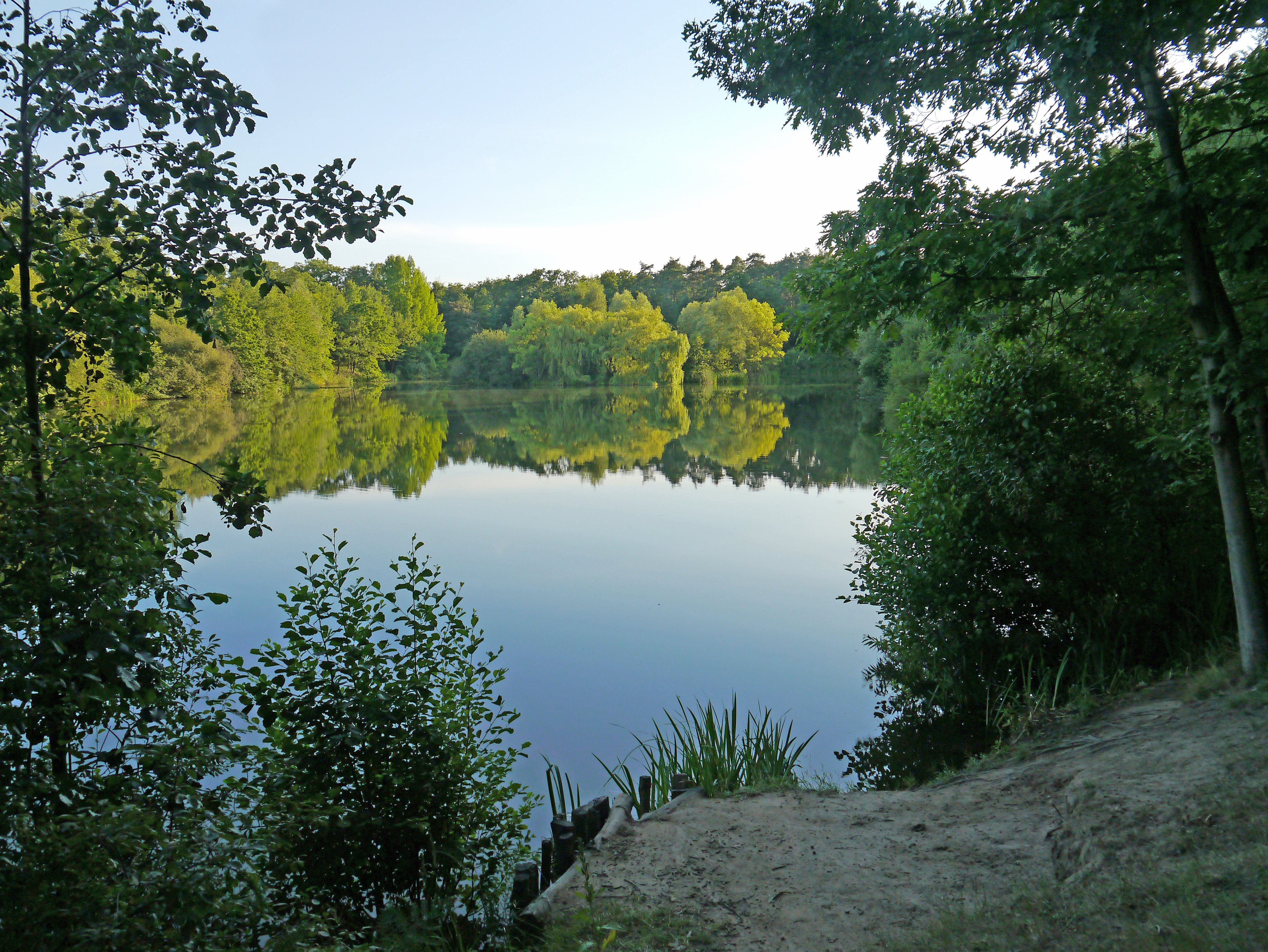

50°08′29″N 8°46′41″E / 50.14150°N 8.77801°E
費興海姆魏爾湖（德語：Fechenheimer Weiher），是德國的湖泊，位於該國中部，由黑森州負責管轄，處於美因河畔法蘭克福，面積0.03平方公里，最大水深5米，該湖泊有1座湖泊。